# Concha Gutiérrez
María Concepción Gutiérrez del Castillo (Linares, provincia de Jaén, 5 de febrero de 1954) es una política española del PSOE. Ha sido diputada en las legislaturas IX y X del Congreso, senadora por designación autonómica, secretaria de Estado de Transportes en el gobierno de José Luis Rodríguez Zapatero y consejera de Obras Públicas y Transporte (2000-2008) y de Presidencia (1990-1994) en la Junta de Andalucía.

## Biografía
Estudió bachillerato como interna en Las Carmelitas de Jaén y se trasladó después a Granada y a Madrid donde se licenció en Derecho por la Universidad Complutense de Madrid. Según documento de la Comisión Ejecutiva Federal del PSOE, Concha Gutiérrez se afilió al PSOE en marzo de 1975, meses antes de la muerte de Franco.
Sus primeros trabajos profesionales son en Murcia y Madrid como abogada laboralista. En 1980 obtiene una plaza de inspectora de Trabajo, siendo destinada a Teruel. Pasa unos meses en Etiopía y cuando regresa a Madrid entra en el Servicio de Cooperación Internacional del Ministerio de Trabajo, cuya función la desarrolla en América Latina y el Magreb. En 1984 es designada agregada laboral en la Embajada de España en Canadá, hasta 1986 que Manuel Chaves, ministro de Trabajo y Seguridad Social del Gobierno socialista presidido por Felipe González, la nombra Directora de su Gabinete en el Ministerio. El 1990, cuando Manuel Chaves es candidato a la presidencia de la Junta de Andalucía, la elige para que sea responsable de la campaña electoral y después, cuando es elegido Presidente de la Junta, la nombra consejera de la Presidencia (27 de julio de 1990 a 2 de agosto de 1994).
En 1994, al terminar la legislatura Concha Gutiérrez vuelve a Madrid y ejerce su profesión. En 1996, de nuevo el presidente de la Junta de Andalucía, Manuel Chávez, la designa jefa de la Delegación que la Junta de Andalucía en Bruselas para reforzar en la capital comunitaria la presencia e intereses de Andalucía ante las instituciones de la Unión Europea. En las elecciones del 2.000 Manuel Chaves la recupera para la política doméstica andaluza y la nombra consejera de Obras Públicas y Transportes (29 de abril de 2000 a 18 de abril de 2008). Después de las elecciones andaluzas del 2004 repite en la misma Consejería. Meses antes de las elecciones generales del 2008 renuncia a su cargo de consejera para encabezar la candidatura del PSOE por Jaén al Congreso de los Diputados.
De 1990 a 1994 fue Consejera de la Presidencia de la Junta de Andalucía en el primer gobierno de Manuel Chaves. En 1996 asumió la recién creada Delegación en Bruselas de la Junta de Andalucía para reforzar la presencia de la comunidad ante las Instituciones de la Unión Europea. En el año 2000 fue nombrada consejera de Obras Públicas y Transportes, repitiendo cartera en la siguiente legislatura. Como consejera promovió gran cantidad de leyes de ordenación del territorio y urbanismo. Una de sus decisiones más importantes fue la de retirarle las competencias de urbanismo al Ayuntamiento de Marbella presidido por el GIL y los procedimientos contencioso-administrativos contra el consistorio por los escándalos urbanísticos.
En el año 2008 en las elecciones legislativas fue cabeza de lista del PSOE por Jaén al Congreso de los Diputados. En la IX Legislatura fue portavoz socialista en la Comisión de Trabajo e Inmigración. Del 17 de abril de 2009 al 5 de noviembre de 2010 asumió la Secretaría de Estado de Transportes en Fomento con José Blanco al frente del Ministerio.
El 9 de diciembre de 2010 fue designada por el Parlamento de Andalucía senadora por el PSOE-A en representación de la comunidad autónoma sustituyendo a Fátima Ramírez que fue nombrada directora general de Consumo.
En las elecciones de 2011 fue elegida de nuevo Diputada por Jaén.